# Karo (ramarama jezik)
Karo jezik (arára, arára de rondonia, arára do jiparaná, arara-karo, itanga, itogapuc, itogapúk, ntogapid, ntogapig, ramarama, uruku, urukú; ISO 639-3: arr), jezik porodice Ramaráma, velika porodica tupian, kojim govori 170 ljudi (2004 ISA) u džungalama zapadnobrazilskih država Rondônia i Mato Grosso.
Pripadnici etničke skupine (plemena Arára do Jiparaná) porijeklom su od starih Ramaráma (Itogapid) Indijanaca. Danas je u upotrebi i portugalski [por]. Dijalekti: arara, uruku. Nije srodan s Arára do Pará [aap].

## Vanjske poveznice
- Ethnologue (14th)
- Ethnologue (15th)